# Save the Orangutan
Save the Orangutan är en ideell organisation verksam i Danmark, Sverige och Storbritannien. 
Save the Orangutan arbetar fortfarande nära den indonesiska organisationen BOS (Borneo Orangutan Survival . The BOS Foundation har bedrivit verksamhet i Indonesien sedan 1991. Save the Orangutan stöttar främst BOSF:s återintroduceringsprogram för orangutanger på centret Nyuaru Menteng på Borneo. Rehabiliteringscentret Nyaru Menteng grundades av danska Lone Dröscher Nielsen 1998. Ett år senare kunde de första orangutangerna flytta in på centret.

## Verksamhet
Organisationen har som syfte att arbeta för bevarandet av den utrotningshotade orangutangen och dess regnskogshem på ön Borneo i Indonesien. Detta sker genom nära samarbete med lokala organisationer på Borneo. 
Save the Orangutans insamlade medel, som kommer från medlemmar, företagssamarbeten och donationer, går främst till verksamheten på rehabiliteringscentret Nyaru Menteng. Centret omhändertar föräldralösa orangutangungar, som exempelvis mist sin mamma i mötet med människan. Orangutangerna tränas i 6-10 år för att kunna återvända till regnskogen. Rehabiliteringen av orangutangerna har varit väldigt framgångsrika och hittills har nära 200 orangutanger frisläppts i Borneos regnskogar.  
Även äldre orangutanger som blivit hemlösa när deras hem skövlats och ersatts av palmoljeplantager omhändertas och omplaceras i säkra regnskogsområden. Under torrperioden då många skogsbränder härjar räddas även orangutanger som drabbats av elden.  
För att kunna säkra orangutangens framtid i det fria återplanteras även träd för att kunna bevara Borneos regnskog. 